# Estimativas de população
Estimativas de população se referem a elaborações de projeções de populações por instituição governamental com finalidades específica como base para cálculos de repartição das receitas tributárias para Estados, Distrito Federal e Municípios (Artigos 157 a 161 da Constituição da República Federativa do Brasil de 1988), sendo considerado também como base para discussões na sociedade em geral.
No Brasil, estava prevista uma contagem populacional em 2016, que já deveria ter acontecido em 2015, mas foi adiada por falta de recursos. Sem previsão, é possível que só seja feita no Censo de 2022. Contudo, como tem feito todos os anos, o IBGE elaborou uma estimativa da população das Unidades da Federação, do Distrito Federal e dos Municípios do Brasil. Para tanto as estimativas das populações das Unidades da Federação e do Distrito Federal foram elaboradas pelo Método das Componentes Demográficas, e as estimativas da população residente nos municípios brasileiros, com data de referência em 1º de julho de 2015, foram elaboradas com base na projeção para cada Unidade da Federação, que incorpora os resultados dos parâmetros demográficos calculados com base nos resultados do Censo Demográfico 2010 e nas informações mais recentes dos registros de nascimentos e óbitos.